# 鄭經嗣位之爭
鄭經嗣位之爭（另稱鄭經克臺或鄭經靖難）是明鄭政權的一場繼位戰爭。1662年（永曆十六年）5月－11月，首代延平王鄭成功病薨後，鄭成功之子鄭經與鄭成功之弟鄭襲為了爭奪王位，展開長達約半年的內部政治、軍事鬥爭。鄭經由思明（今福建廈門）親自東征東都承天府（今臺南）獲勝，嗣位登基。

## 鄭經醜聞
史書記載，其父鄭經自年少時即已頗為好色，並特別喜愛徐娘半老的中年熟女，幾乎與胞弟的每一名乳母均有私通；鄭成功征臺前，留守思明州（廈門）的鄭經納其中一人陳昭娘為妾並倍加寵愛。鄭成功得知後本令陳氏自行跳海了斷，但鄭經卻以其駐地權勢包庇陳氏並隱瞞父親長達三年之久，駐廈軍懾於世子權勢無人敢通知人在臺灣的鄭成功。陳氏更恃寵生驕霸凌本已長期不受寵的鄭經原配唐妃，滿腹冤屈的唐妃唯有向於明鄭朝廷位居要職的祖父唐顯悅求助。
永曆十六年（1662年）三月，陳氏生下鄭克𡒉，鄭經於是向父報稱為側室所出但隱瞞陳氏身份，一時鄭成功大喜過望，滿朝文武皆賀。不甘孫女受辱的唐顯悅此時即發難上奏向鄭成功舉報揭破鄭經謊言，事件於臺灣醞釀成嚴重政治醜聞。
鄭成功得知被世子欺騙後勃然大怒，下令主管廈門的堂兄鄭泰全數處死董妃、鄭經、陳昭娘與鄭克𡒉等人。鄭泰固不認同堂侄不倫之舉，但亦無法接受堂弟對血脈族親滅絕人性的手段、以及大規模肅清宗族必然引致軍心動搖的後果，起初與奉命渡海來廈的都司黃毓談判，打算僅將陳昭娘鄭克𡒉母子首級送回臺灣交差了事，再動員大量宗親為董妃鄭經母子求情。鄭成功得知鄭泰意見後更為憤怒，立即解下佩劍令黃毓回廈斬殺四人，鄭泰無法下手唯有叫黃毓親自找鄭經行刑，但暗中提前通報鄭經，黃毓剛見到鄭經就被其隨從包圍拘捕。
此時在臺灣犯罪的參軍蔡鳴雷投奔廈門，並警告說鄭成功已令周全斌率軍至廈門執行命令，打死不願殺害宗親的鄭泰唯有按洪旭建議毅然以堂兄身份抗命，並令水師於大膽島海域嚴陣以待。周全斌剛接近廈門即被鄭經按黃廷建議圍困繳械並拘捕，並令黃昌收編其部隊。鄭成功聽聞廈門抗命之事大為光火，再令洪有鼎渡海執行命令，唯洪航至東山島時眼見水師守備森嚴，再聽聞周全斌被捕的消息，即嚇得不敢再前打道回臺。被捕的駐臺將領其後更幾乎遭鄭泰以謀害宗室罪名處斬，僅得董妃為顧全大局不計前嫌力保方得保命。此舉被駐臺鄭軍視為公然抗命，令其與駐廈軍之間開始出現嫌隙，成為日後兩岸爭位的導火線。

## 鄭襲自立
1662年6月，鄭成功染傷寒並發狂而逝，其弟鄭襲為其治喪，通知思明州（今福建廈門）的世子鄭經。十四日（6月29日），厦门诸将推举郑经继位，称“世藩”。二十一日（7月6日），台湾諸將推舉鄭襲為「護理」，暫時安撫東都民心。鄭襲成為護理後，其心腹蔡雲、李應清、曹從龍、張驥等四人密謀以「世子亂倫，情急於勢，黨眾拒父。」為理由擁立鄭襲承繼先王成為新君。鄭襲同意後，四人並開始拉攏黃昭及蕭拱宸等駐台將領，黃蕭二人一同意之，並擁鄭襲為「東都主」。
此時，賞勳司蔡政將先王的翼善冠以及緋色袞龍袍送至思明州。洪旭、黃廷、王秀奇等文武大臣請王世子鄭經於思明宣布登基嗣位，號「世藩」。鄭經隨後命令周全斌為五軍都督，以陳永華為諮議參軍、馮錫范為侍衛鎮，開始準備東征靖難事宜。

## 鄭經東征
同年十月初一（11月11日），鄭經与周全斌等人率军东征。初七（11月17日）中午，至澎湖，與黃昭、蕭拱宸等人協商不成後，继续率軍東进。十七日（11月27日），鄭經親自率軍於鹿耳門登陸，駐軍東都的右虎衛黃安亦率軍前來與世子會師。會合後，世子派人於承天府佈告譴責黃蕭二人，以自己為王室正統自居。黃昭聽聞消息後，率軍至潦港與世子軍對戰，起先雖佔優勢，但黃昭本人中流箭身亡，全軍敗退。黃昭死後，諸將皆降。世子入主安平王城後，鄭襲為保全性命，將責任全推給幾位心腹身上。隨後蔡雲自縊，蕭拱宸、張驥、李應清以及曹從龍等人於承天府遭斬首示眾，族人流放。鄭襲遭軟禁，內亂盡平。

## 鄭襲降清
1663年，鄭襲畏懼被殺，半夜率領官吏224人，士卒120人及銀錢、船隻、槍械等物，投奔清朝。

### 引用
1. ↑  洪世埲《鄭氏時期的台灣軍事》
2. ↑  《臺灣外紀》卷12
3. ↑  《裨海紀遊·偽鄭逸事·陳烈婦傳》：「鄭經幼好漁色，多近中年婦人；民婦為經諸弟乳母者，經皆通焉。有昭娘者，遂納為妾，有寵。」
4. ↑  《裨海紀遊·偽鄭逸事》：長子錦舍與弟裕舍乳母某氏通，成功知之，命以某氏沈海，錦舍又私匿之，已逾三載，無敢為成功言者。某氏怙寵，頗凌錦舍婦，婦不能堪，以告其祖父唐某號枚臣者，為致書成功。
5. ↑  《臺灣鄭氏始末》卷五：「初，世子經取尚書唐顯悅女孫為婦，不相得，私於其弟之乳媼陳氏，生男，詭謂侍妾出者告成功。諸王及邑之大夫皆賀，而顯悅責成功書謂：『禮有八母，乳母居一，世子與狎，當何罪』？
6. ↑  《臺灣鄭氏始末》卷五：「成功暴怒，即令都司黃毓與少傅泰斬經及陳媼及所生男，并斬夫人董氏，以理內不職也。」
7. ↑  《臺灣鄭氏始末》卷五：「諸將大駭莫敢諫，少傅與毓議殺陳媼及所生男，而諸王以下合表為夫人、世子請，遂以兩級付毓報成功。成功愈怒，解所佩劍促毓詣少傅。少傅令遂見經，經拘毓與眾議未決。」
8. ↑  《臺灣鄭氏始末》卷五：「參軍蔡鳴雷在台行多不法，恐見誅，奔訴經所，已密諭全斌等將至矣，令必盡誅乃已。洪旭曰：『世子不可以拒父、諸將不可以拒君，唯少傅兄可以拒弟』。遂告少傅趨林順統舟師守大擔。會全斌征陳霸還，黃廷勸世子出不意執之，使黃昌攝其軍。成功聞諸將拒命，憤甚，遣洪有鼎馳諭全斌。有鼎至銅山，聞全斌被執，不敢前。」
9. ↑  《臺灣外紀》卷12：「成功偶感風寒……嘆曰：『吾有何面目見先帝於地下也！』以兩手抓其面而逝。」
10. ↑  《臺灣外紀》卷12：「叔姪至親，並無間言。因黃、蕭二賊陰謀不軌，乘先王賓天，遂從中構釁，假造遺言，離間骨肉，煽惑軍心。爾諸將士悉受先王數十年拳養，豈有相從作此背逆？明係脅逼之故，余自當相諒。亟宜悔過倒戈，生擒二賊！共扶王室，名垂竹帛。」
11. ↑  《臺灣外紀》卷12：「幾為奸人離間。」
12. ↑  臺灣銀行經濟研究室編輯. . 台灣省文献委员会. 1995年: 1–8頁. ISBN 978-957-00-5796-6. 以及鄭維中. . 如果出版社. 2006年: 202頁. ISBN 978-986-82416-2-6.

### 书籍
- 《臺灣外紀》